# Síndrome del canal de Guyon
El síndrome del canal de Guyon representa un síndrome neurológico poco frecuente producido por el atrapamiento del nervio cubital a su paso por el canal de Guyon, en la muñeca.
El canal de Guyon es una estructura anatómica de pequeño tamaño, cuyo diámetro puede verse disminuido por diversas razones, dando lugar a una zona de especial vulnerabilidad para el nervio cubital. Una vez se produce el atrapamiento, se pueden dar alteraciones sensitivas o motoras en los lugares de inervación del nervio, situados, principalmente, en la cara más medial de la mano y en los dedos anular y meñique.

## Epidemiología
La mayoría de los casos de síndrome del canal de Guyon se dan debido a la presencia de un ganglión en la zona o por traumatismos de repetición. Sin embargo, la incidencia de esta patología en la población general no se ha estimado aún con precisión debido a la falta de estudios epidemiológicos.

## Etiología
Algunos estudios sugieren que hasta casi la mitad de los casos se dan por causas desconocidas. Entre las conocidas más frecuentes se encuentran la presencia de un ganglión, fractura del hueso ganchoso, lipomas, malformaciones arteriovenosas, enfermedades metabólicas o situaciones que provocan traumatismos de repetición en la zona.
De las causas más conocidas, la más común es la que se produce por un ganglión.

## Síntomas

Las tres zonas de posible compresión en el síndrome del canal de Guyon

Los síntomas son propios de una compresión del nervio cubital a nivel distal, por lo que no se dará afectación en el recorrido anterior al canal de Guyon. Los síntomas pueden variar según las ramificaciones del nervio cubital implicadas en la compresión, pero pueden resumirse en:
- Debilidad en el movimiento de aducción y abducción de los dedos y en la aducción del pulgar.
- Atrofia muscular de la eminencia hipotenar y de los músculos interóseos.
- Debilidad de la aproximación o desviación cubital de la muñeca por afectación del músculo cubital anterior. Parálisis leve de los músculos inervados por el nervio cubital (flexores de los dedos cuarto y quinto, la mayor parte de los músculos intrínsecos de la mano).
- Pérdida de sensibilidad y parestesias (hormigueos) en la palma y el dorso de la mano inferiores a los dedos anular y meñique.[1][6]

En situaciones de parálisis total del nervio cubital a este nivel, se puede dar una deformidad característica conocida como «mano en garra», por la que se observa una flexión o semiflexión de las articulaciones interfalángicas, y una extensión de las metacarpofalángicas de los cuarto y quinto dedos.

## Diagnóstico

«Mano en garra» característica de la parálisis del nervio cubital

Ya que la causa puede ser muy diversa, no existe un protocolo establecido para diagnosticar el síndrome del canal de Guyon.
Dentro de las pruebas de imagen, puede utilizarse una radiografía para descartar la presencia de una fractura del hueso ganchoso, si el paciente reporta haber sufrido los síntomas tras un traumatismo en la zona. La resonancia magnética nuclear puede mostrar variaciones anatómicas en el canal de Guyon y evidenciar las estructuras responsables de la compresión mecánica del nervio cubital, como lipomas, gangliones o malformaciones musculares. Una exploración mediante eco-Doppler permitiría descartar la existencia de trombosis de la arteria cubital. La electromiografía y un análisis de la velocidad de conducción nerviosa permitiría analizar la compresión periférica del nervio y localizar en qué punto del recorrido del nervio se halla.
Como tests de provocación para identificar el cuadro sintomático se pueden utilizar:
- Test de Tinel: se basa en la percusión del nervio para detectar anomalías en diferentes puntos de su recorrido.
- Signo de Fromment: el paciente sujeta una hoja de papel entre su dedo pugar y el metacarpo del segundo dedo. El examinador tirará de ella para comprobar la función del aductor del dedo pulgar, el cual es inervado por el cubital.
- Signo de Wartenberg: el paciente realiza abducción del quinto dedo.
- Test de Allen: el examinador comprime la arterias radial y la cubital del paciente simultáneamente, con la mano elevada, hasta que esta quede pálida. Entonces, libera la presión de la arteria cubital y espera que se dé una ruborización en la zona antes de los 15 segundos. Si esto no ocurre, se podría sospechar de compromiso en la arteria cubital.

También se deberá evaluar la presencia de sintomatología de carácter sensitivo en la zona de inervación del nervio cubital, u observar la posible posición «en garra» de la mano del paciente.

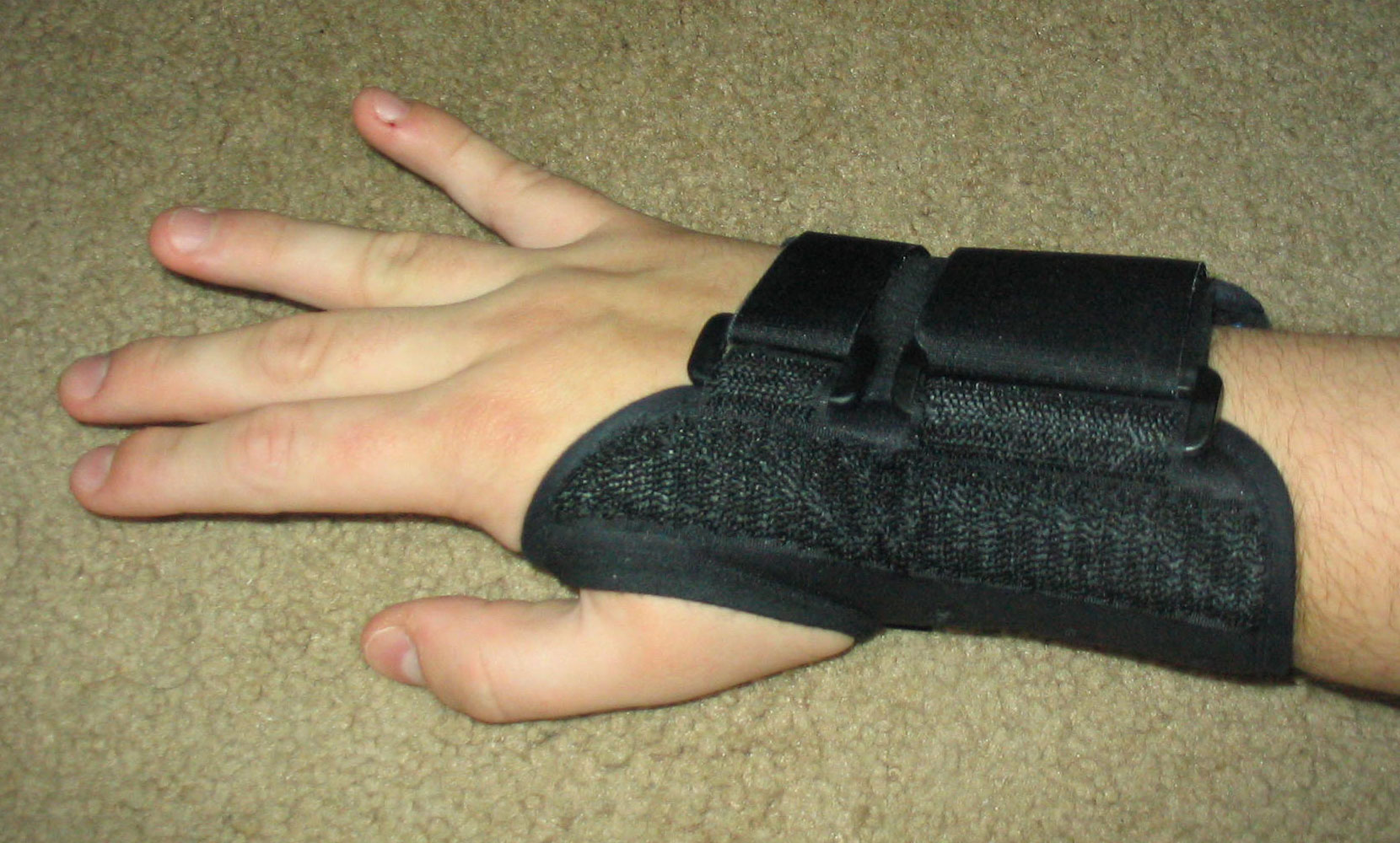
Férula utilizada en el tratamiento de síndromes compresivos.

## Tratamiento
En los casos en los que se dan traumatismos por repetición en la zona que provocan la presencia de síndrome del canal de Guyon recidivante, como en el caso de deportistas, se recomienda la actuación quirúrgica con resección de parte del hueso ganchoso.
El tratamiento es similar al del síndrome del túnel carpiano, con tratamiento conservador centrado en la utilización de férulas, y de consejo médico, con el objetivo de evitar el posicionamiento del carpo en extensión durante largos períodos de tiempo. Además, el tratamiento puede complementarse con la realización de ejercicios de movilización neural o neurodinamia del nervio cubital supervisados. Para los casos en los que se dan síntomas severos, se recomienda la descompresión mediante cirugía.